# Зоговић
Зоговић је српско и црногорско презиме које се претежно налази у Црној Гори и потиче од имена Зог, које је албанског порекла. Према Шимуновићу, ово презиме се налази и у Далмацији и настало је од албанске речи зог што значи 'птица'.

## Особе
- Бојан Зоговић, црногорски фудбалски голман
- Радован Зоговић, (19. август 1907 – 5. јануар 1986), црногорски песник